# David Cormand
Pour les articles homonymes, voir Cormand.
David Cormand, né le 30 novembre 1974 à Mont-Saint-Aignan (Seine-Maritime), est un homme politique français.
Adhérent des Verts à partir de 1999 puis d'Europe Écologie Les Verts, il en est le secrétaire national de 2016 à 2019. Il est député européen depuis 2019 au sein du groupe des Verts/ALE, réélu en 2024.
Il est conseiller régional de Haute-Normandie de 2007 à 2015.

## Biographie

### Jeunesse
Né de parents instituteurs, il a une sœur cadette, devenue documentaliste.
Il fréquente le collège du Cèdre, à Canteleu, puis le lycée de la Vallée du Cailly, à Déville-lès-Rouen. Après avoir obtenu une licence d'histoire à l'université de Rouen, il exerce plusieurs professions : animateur de classes de neiges, serveur ou encore acteur de théâtre.

### Vie privée
Pacsé à une militante écologiste, il a une fille née en 2008 d'une union précédente. Il est athée.

### Engagement politique

#### Mandats locaux
Il adhère aux Verts en 1999. Élu conseiller municipal d'opposition à Canteleu en 2001, il est réélu en 2008[réf. nécessaire] et 2014, cette fois sur la liste majoritaire menée par Mélanie Boulanger (d) (union de la gauche). Il est membre du bureau de la Métropole Rouen Normandie où il est responsable des pépinières d'entreprises,.
Il se présente sans succès aux élections régionales de 2004, mais devient conseiller régional lorsque Jean-Paul Lecoq entre à l'Assemblée nationale en 2007. Après avoir été reconduit en 2010, David Cormand ne fait pas partie des écologistes siégeant dans la nouvelle assemblée de la Normandie réunifiée en 2015.
En 2017, il se présente aux élections législatives dans la quatrième circonscription de la Seine-Maritime. Au premier tour, il termine en septième position avec 2,3 % des voix.

#### Au sein des Verts et d'EÉLV
En 2006, Dominique Voynet, candidate des Verts à l'élection présidentielle, demande son exclusion du parti, après qu'il a appelé à la candidature de Nicolas Hulot.
Il a brièvement été l'assistant parlementaire de Cécile Duflot, dont il est présenté comme le « bras droit ».
Défavorable à l'organisation d'une primaire écologiste en vue de l'élection présidentielle de 2017, il estime que seules les candidatures de Nicolas Hulot, Cécile Duflot et Noël Mamère seraient « solides ».
Il est membre du bureau exécutif d'Europe Écologie Les Verts depuis la création du parti et secrétaire national adjoint à partir de 2013. Après la démission d'Emmanuelle Cosse, nommée au gouvernement, il est élu le 11 février 2016 secrétaire national d'Europe Écologie Les Verts, par intérim. Le 11 juin 2016, il est élu secrétaire national pour trois ans lors du congrès fédéral du parti à Pantin.
Pour les élections européennes de 2019 en France, il est candidat en cinquième position sur la liste EELV - AEI - RPS, menée par Yannick Jadot. Il est ainsi élu député européen le 26 mai 2019. 
Candidat en deuxième position sur la liste écologiste en vue des élections européennes françaises de 2024, il est reconduit au Parlement européen le 9 juin. 
Il soutient Éric Piolle pour la primaire présidentielle de l'écologie de 2021.